# 2000 Watts
Tyrese è il secondo album di Tyrese, pubblicato nel 2001. L'album prende il nome da un'omonima canzone dell'album di Michael Jackson Invincible, di cui Tyrese è coautore.

## Tracce
1. I Like Them Girls
2. I Ain't the One
3. Just a Baby Boy (feat. Snoop Dogg & Mr. Tan)
4. Make Up Your Mind
5. There for Me (Baby)
6. Interlude: Lord You Control Me
7. I'm Sorry
8. What Am I Gonna Do
9. Fling
10. Off The Heezy (feat. Jermaine Dupri)
11. Get Up On It (feat. Solé)
12. Housekeepin'
13. Interlude: I Wrote A Song About It
14. For Always
15. Bring You Back My Way